# Johann Carl Wilhelm Bartels
Johann Carl Wilhelm Bartels (* um 1755 in Anklam; † unbekannt) war ein preußischer Beamter.

## Leben
Johann Carl Wilhelm Bartels war der Sohn des Oberinspektors Johann Bartels.
Im April 1792 heiratete er Annette Louise, die Tochter des Finanzrats Müller.
Zu seiner schulischen Ausbildung lagen keine Hinweise vor. Beim Oberforstmeister Christian Ludwig Behrends (1725–1798) erlernte er in Torgelow das Forst- und Jagdwesen und bearbeitete seit 1778 für einige Jahre in der Pommerschen Kriegs- und Domänenkammer (KDK) in Stettin die Forstangelegenheiten.
Er absolvierte 1787 das Große Examen und war anschließend Assessor bei der Stettiner KDK.
Auf Vorschlag des Ministers Friedrich Wilhelm von Arnim-Boitzenburg, dem auch das Generalforstdepartement unterstellt war, wurde er im März 1788 zum Oberforstrat mit Sitz und Stimme im Forstdepartement des General-Ober-Finanz-Kriegs- und Domainen-Direktoriums (Generaldirektorium) ernannt; er sollte vor allem bei auswärtigen Kommissionen und Lokalrecherchen eingesetzt werden. Im Dezember 1791 erfolgte seine Ernennung zum Geheimen Oberforstrat.
Er folgte dem Finanzrat Victor Tobias Ernst (später Victor Tobias von Ernsthausen) (1730–1807) in dessen Ressort, wurde jedoch zunächst nicht zum Finanzrat ernannt. Im Jahr 1800 bearbeitete er alle Forstangelegenheiten von Ost- und Westpreußen, die er 1799 wegen der Revidierung der Forste bereist hatte. Mit Ordre vom 13. August 1800 wurde seine beantragte Beförderung zum Finanzrat abgelehnt, mit dem Hinweis, er solle sich bis zu einer Vakanz gedulden; er erhielt jedoch das Recht zum Vortrag im Plenum des Generaldirektoriums. Er revidierte Ende 1801 die Forste im Netzedistrikt und unterbreitete Vorschläge zur Behebung der großen Mängel im dortigen Forstwesen. Am 24. Februar 1803 erhielt er den Auftrag zu erneuten Bereisung der west- und ostpreußischen sowie der litauischen Forste.
Seit Mitte 1803 gehörte er der von Karl August von Hardenberg geleiteten Kommission an, die Vorschläge über die Aufhebung des Forstdepartements erarbeiten sollte.
Nachdem er am 12. März 1804 zum Finanzrat befördert worden war, bat er den damaligen Minister Reichsfreiherr Friedrich Leopold von Schroetter um eine Verwendung in dessen Ressort.
1805 war er im preußischen Provinzialdepartement in Königsberg tätig und bereiste Mitte 1806 die Forste im Departement Bialystock.
Bevor er 1822 aus dem Dienst verabschiedet wurde, erfolgte 1816 seine Ernennung zum Oberrechnungsrat.